# Syntropis macrura
Espèce
Syntropis macrura est une espèce de scorpions de la famille des Vaejovidae.

## Distribution
Cette espèce est endémique de Basse-Californie du Sud au Mexique. Elle se rencontre dans les sierras de la Giganta et Guadalupe et sur Carmen.

## Description
La femelle décrite par Soleglad, Lowe et Fet en 2007 mesure 91,85 mm.

## Publication originale
- Kraepelin, 1900 : « Über einige neue Gliederspinnen. » Abhandlungen aus dem Gebiete der Naturwissenschaften Herausgegeben vom naturwissenschaftlichen Verein in Hamburg, vol. 16, no 2, p. 1-28.